# Nyárádszentbenedek
Nyárádszentbenedek (románul Murgești, németül Sankt Benedikt) falu Romániában, Erdélyben, Maros megyében. Marosvásárhelytől 10 km-re délkeletre, a Nyárád jobb partján, Ákosfalva belterületének keleti szomszédságában fekszik.

## Története
1332-ben Sancto Benedicto néven említik először. A Rákóczi-szabadságharc alatt határában verte szét gr. Bethlen Samu seregét Ilosva kapitány 500 székellyel megerősített csapata. 1910-ben 547, túlnyomórészt magyar lakosa volt. A trianoni békeszerződésig Maros-Torda vármegye Marosi alsó járásához tartozott. 1992-ben 502 lakosából 457 magyar, 34 cigány és 11 román volt. A 2002-es népszámláláskor 494 lakosa közül 463 fő (93,7%) magyar, 20 (4,0%) cigány, 10 (2,0%) román és 1 (0,2%) német volt.

## Látnivalók
- Református temploma 1830-ban épült, körülötte láthatók a 12. századi bencés kolostor maradványai, régi templomát a 18. században bontották le.
- Görögkatolikus fatemploma is van.
- A Toldalagi-kastély a 19. században Toldalagi Zsigmond által építtetett, barokkos klasszicista stílusban, a második világháborúban kifosztották, majd a 20. század végéig a helyi állami mezőgazdasági vállalat székhelyéül használták, jelenleg a falu alapítványának tulajdonát képezi, s két kisebb helységében helyet biztosít a falu néprajzi gyűjteményének. Napjainkban súlyosan leromlott állapotban áll, részleges felújítása előkészületben.
- 2020 augusztusában befejezték a kastély külső felújítását.Ezzel megmentődött az enyészettől. Eredeti barokkos-klasszicista formájában látható újra.

## Híres emberek
- Itt született 1909-ben Ferenczy Júlia festőművész.
- Itt született 1900. szeptember 16-án Ady László magyar néprajzkutató, helytörténész.